# Чегуту
Чегуту (англ. Chegutu) — город на севере центральной части Зимбабве, на территории провинции Западный Машоналенд.

## География
Расположен примерно в 120 км к юго-западу от столицы страны, города Хараре. Абсолютная высота — 1170 метров над уровнем моря.

## Население
По данным на 2013 год численность населения составляет 47 664 человека.
Динамика численности населения города по годам:
| 2002   | 2013   |
| ------ | ------ |
| 42 959 | 47 664 |

Здесь родился лётчик-ас Второй мировой войны Плагис, Яннис.

## Транспорт
Чегуту находится на главной автомобильной дороге (A-5), соединяющей Хараре и Булавайо.